# Russische Antarctische Expeditie
De Russische Antarctische Expeditie (Russisch: Российская Антарктическая экспедиция; Rossiejskaja Antarktitsjeskaja ekspeditsia), afgekort RAE (РАЭ) is de benaming voor de doorlopende expeditie van het Russische Arctisch en Antarctisch Onderzoeksinstituut op Antarctica. De RAE vormt de opvolger van de Antarctische Expeditie van de Sovjet-Unie, die actief was vanaf 1955. In oktober 2006 vond de 52e expeditie plaats.
Tot de expeditie behoren onder andere de huidige vijf actieve poolstations van Rusland op Antarctica, waaronder vier permanente (Station Bellingshausen, Mirny-station, Novolazarevskaja-station en Vostokstation) en een zomerstation (Progress-station), waar 110 vaste werknemers en 120 seizoenswerkers actief zijn. Het hoofdkantoor bevindt zich momenteel nog op het Mirny-station, maar wordt verplaatst naar het Progress-station.
In het seizoen 2007-2008 moeten ook de vroegere Sovjet-stations Leningradskaja, Molodjozjnaja en Roesskaja weer worden geopend, waarbij het onderzoek op Molodjozjnaja in samenwerking met Wit-Rusland zal worden uitgevoerd.
RAE doet mee aan het onderzoeksprogramma "Studie en Onderzoek van Antarctica" (Izoetsjenieje i Isledovanieje Antarktiki) van het speciale Russische federale programma 'Wereldoceaan' (Mirovoj okean).